# Phragmatobia cathlava
Phragmatobia cathlava är en fjärilsart som beskrevs av Thierry-mieg 1910. Phragmatobia cathlava ingår i släktet Phragmatobia och familjen björnspinnare. Inga underarter finns listade i Catalogue of Life.